# Bill Clement
William H. „Bill“ Clement (* 20. Dezember 1950 in Buckingham, Québec) ist ein ehemaliger kanadischer Eishockeyspieler und zurzeit als Kommentator bei den Spielen der Philadelphia Flyers aus der National Hockey League aktiv.

## Spielerkarriere
Bill Clement begann seine Karriere 1967 in der kanadischen Juniorenliga Ontario Hockey Association (OHA), wo er für die Ottawa 67’s spielte. Drei Jahre lang präsentierte er sich dort als solider Defensivstürmer und wurde schließlich im NHL Amateur Draft 1970 von den Philadelphia Flyers aus der National Hockey League (NHL) in der zweiten Runde an Position 18 ausgewählt. Die folgenden eineinhalb Jahre verbrachte er bei den As de Québec und den Richmond Robins in der zweitklassigen American Hockey League (AHL), ehe er während der Saison 1971/72 in den NHL-Kader der Flyers berufen wurde.
Bei den Flyers konnte Clement sich mit seinem defensiven Spiel etablieren und gewann mit ihnen 1974 und 1975 den Stanley Cup. Nach dem zweiten Gewinn der Meisterschaft wurde er zu den Washington Capitals transferiert, die ihn gleich zum Mannschaftskapitän ernannt. Jedoch blieb er nur kurz in Washington, da er bereits im Januar 1976 in einem Transfergeschäft im Tausch für Gerry Meehan, Jean Lemieux und ein Erstrunden-Wahlrecht im NHL Amateur Draft 1976 zu den Atlanta Flames geschickt wurde. In Atlanta hatte er 1977/78 seine persönlich beste Saison, als er in 70 Spielen 50 Punkte erzielte. 1980 zogen das Franchise nach Calgary um und nannte sich fortan Calgary Flames. Clement spielte noch zwei weitere Spielzeiten in Calgary, ehe er 1982 seine Karriere beendete.

## Erfolge und Auszeichnungen
- Stanley Cup: 1974 und 1975
- Teilnahme am NHL All-Star Game: 1976 und 1978

## Fernsehkarriere
Nach dem Ende seiner aktiven Karriere wurde Bill Clement 1986 Analyst für NHL-Spiele beim Fernsehsender ESPN, ehe er sich 1988 dem Fernsehteam der Philadelphia Flyers anschloss und dort als Co-Kommentator ihrer Spiele fungierte. 1992 kehrte er zu ESPN zurück und kommentierte und analysierte für den Sender die NHL-Spiele. Neben seiner Arbeit im Bereich der NHL, war Clement als Experte für den Fernsehsender NBC beim olympischen Eishockeyturnier 2002 aktiv sowie als Kommentator bei den Olympischen Sommerspielen 2004 in den Sportarten Tischtennis, Moderner Fünfkampf und Badminton.
2005 verließ er ESPN und war für die folgenden zwei Jahre Moderator der Studioberichterstattung für nationale Übertragungen in den USA der Sender NBC und Versus, wo er mit Experten, wie Mark Messier, Eddie Olczyk, Ray Ferraro und Brett Hull zusammenarbeitete. Im Herbst 2007 schloss er sich wieder seinem ehemaligen Team, den Philadelphia Flyers, als Analyst ihrer Spiele an.
Nebenbei ist Bill Clement auch als Moderator einer Radiosendung zu den Philadelphia Flyers tätig.